# 三田和代
三田 和代（みた かずよ、1942年〈昭和17年〉11月20日 - ）は、日本の女優。大阪府大阪市出身。矢島聰子事務所所属。関西学院大学文学部中退。

## 人物・略歴
実父は「コピーの三田」で知られる三田工業（後の京セラミタ、現・京セラドキュメントソリューションズ）の創業者であった三田繁雄。母は鳥取県出身で、三田工業は両親で興した会社だという。この会社は後に兄の三田順啓が社長となった。弟は作家で大学教授の三田誠広。
関西学院大学を中退後、俳優座養成所（第15期生）へ入所（同期には前田吟・栗原小巻・原田芳雄・竜崎勝・小野武彦・秋野太作・地井武男・林隆三など）。
1966年、日生劇場『アンドロマック』で舞台デビュー。後に劇団四季に入団し、『なよたけ』『オンディーヌ』などに主演。
テレビドラマでは『樅ノ木は残った』に出演。
1984年、劇団を退団。
『歌麿 夢と知りせば』で夫婦役を演じた岸田森とは、32歳から岸田が亡くなるまでの8年間、私生活の上での交際相手でもあった（岸田が亡くなった際には喪主も務めた）。
岸田の進言もあり、活動の中心は舞台に据えている。

## 出演作品

### 舞台
- アンドロマック（1966年、日生劇場　作：ジャン・ラシーヌ　演出：浅利慶太）
- なよたけ（劇団四季　作：加藤道夫）
- オンディーヌ（劇団四季　作：ジャン・ジロドゥ）
- わが青春の北壁（1977年、日生劇場/劇団四季　演出・浅利慶太・宮島春彦）
- 汚れた手（1977年、パルコ/劇団四季　作：ジャン＝ポール・サルトル　演出：浅利慶太）
- カッコーの巣をこえて（1978年、パルコ/劇団四季　脚色：デール・ワッサーマン　演出：浅利慶太）
- エレファント・マン（1981年、劇団四季　作：バーナード・ポメランス　演出：浅利慶太）
- 欲望という名の電車（1984年、パルコ/翔企画　作：テネシー・ウィリアムズ　演出：テリー・シュライバー）
- カサノバ'85 2世紀を旅した男（1985年、パルコ/オフィス・トゥー・ワン　作・演出：福田陽一郎）
- にごり江（1985年、東宝　原作：樋口一葉　演出：蜷川幸雄）
- 國語元年（1986年、こまつ座　作：井上ひさし　演出：栗山民也）
- ナイト、マザー（1986年、俳優座劇場　作：マーシャ・ノーマン　演出：渡辺浩子）
- 最後の畜生（1986年、加藤健一事務所　作：佐藤信　演出：出口典雄）
- イェルマ（1988年、パルコ　作：フェデリコ・ガルシーア・ロルカ　演出：渡辺浩子）
- ドレッサー（1989年、松竹　作：ロナルド・ハーウッド　演出：ロナルド・エアー）
- マクベス（1989年、銀座セゾン劇場　作：ウィリアム・シェイクスピア　演出：森田雄三）
- ブロードウェイ・バウンド（1989年、パルコ/三生社　作：ニール・サイモン　演出：青井陽治）
- 小林一茶（1990年、こまつ座　作：井上ひさし　演出：木村光一）
- LOVE LETTERS（1990〜93、95、96、99、2003年、パルコ　作：A.R.ガーニー　演出：青井陽治）
- 頭痛肩こり樋口一葉（1991年、こまつ座　作：井上ひさし　演出：木村光一）
- シャドウランズ（1991年、劇団四季　作：ウィリアム・ニコルソン　演出：浅利慶太）
- がめつい奴（1992年、蝉の会　作：菊田一夫　演出：渡辺浩子）
- 日本の面影（1993、1996、2001年、地人会　作：山田太一　演出：木村光一）
- ジェイクス・ウィメン（1993年、パルコ　作：ニール・サイモン　演出：青井陽治）
- 糸女（1994年、みなと座　作：河竹登志夫　演出：西川信廣）
- 滝沢家の内乱（1994年、蝉の会　作：吉永仁郎　演出：渡辺浩子）
- ハムレット（1995年、作：ウィリアム・シェイクスピア　演出：蜷川幸雄）
- はつ恋－抱月と須磨子－（1995、1997、1998年、地人会　作：斎藤憐　演出：木村光一）
- 雨（1996、2002年、こまつ座　作：井上ひさし　演出：木村光一）
- 紙屋町さくらホテル（1997、2001年、新国立劇場　作：井上ひさし　演出：渡辺浩子）
- デュエットのあとに（1998年、地人会　作：トム・ケンピンスキー　演出：木村光一）
- 美しきものの伝説（1999年、新国立劇場　作：宮本研　演出：木村光一）
- 子午線の祀り（1999年、新国立劇場　作：木下順二　演出：観世栄夫、内山鶉、酒井誠、高瀬精一郎）
- 夜への長い旅路（2000年、新国立劇場　作：ユージン・オニール　演出：栗山民也）
- 恋ひ歌―白蓮と龍介（2000、2003年、地人会　作：斎藤憐　演出：木村光一）
- ジョルジュ（2001年、世田谷パブリックシアター　作：斎藤憐　演出：佐藤信）
- 夢の裂け目（2001年、新国立劇場　作：井上ひさし　演出：栗山民也）
- その河をこえて、五月（2002、2005年、新国立劇場　作：平田オリザ、金明和　演出：李炳焄、平田オリザ）
- かもめ（2002年、新国立劇場　作：アントン・チェーホフ　演出：マキノノゾミ）
- 夢の泪（2003、2010年、新国立劇場　作：井上ひさし　演出：栗山民也）
- 喪服の似合うエレクトラ（2004年、新国立劇場　作：ユージン・オニール　演出：栗山民也）
- 夢の痂（2006、2010年、新国立劇場　作：井上ひさし　演出：栗山民也）
- オセロー（2006年、幹の会　作：ウィリアム・シェイクスピア　演出：平幹二朗）
- 鳳凰伝説（2007年、ニッポン放送　演出・振付：上田遙）
- 瞼の母（2008年、シス・カンパニー　作：長谷川伸　演出：渡辺えり）
- まほろば（2008、2012年、新国立劇場　作：蓬莱竜太　演出：栗山民也）
- グッド・ドクター（2008年、シルバーライニング　作：ニール・サイモン　演出：石井愃一）
- つゆのひぬま（2008年、上方芸能　作：山本周五郎）※朗読
- リチャード三世（2009年、パルコ　作：ウィリアム・シェイクスピア　演出：いのうえひでのり）
- 雨の夏、三十人のジュリエットが還ってきた（2009年、Bunkamura　作：清水邦夫　演出：蜷川幸雄）
- 出番を待ちながら（2009、2011年、木山事務所　作：ノエル・カワード　演出：末木利文）
- グレイクリスマス（2009年、グレイクリスマスの会　作：斎藤憐　演出：高瀬久男）
- 秘密はうたう（2011年、兵庫県立芸術文化センター　作：ノエル・カワード　演出：マキノノゾミ）
- キネマの天地（2011年、こまつ座　作：井上ひさし　演出：栗山民也）
- 祈りと怪物 〜ウィルヴィルの三姉妹〜（2013年、Bunkamura/クオラス　作：ケラリーノ・サンドロヴィッチ　演出：蜷川幸雄）
- 頭痛肩こり樋口一葉（2013年、こまつ座　作：井上ひさし　演出：栗山民也） - 樋口多喜 役
- マクベス（2013年、Bunkamura　作：ウィリアム・シェイクスピア　演出：長塚圭史）
- 頭痛肩こり樋口一葉（2016年） - 樋口多喜 役
- ジュリアス・シーザー（2021年、PARCO劇場　作：ウィリアム・シェイクスピア　演出：森新太郎）
- 鯨よ!私の手に乗れ（2025年、本多劇場 他 作・演出：渡辺えり）[4]

### テレビドラマ
- ぜったい多数（1967年、日本テレビ）
- 流れ雲（1968年、NHK総合）
- 樅ノ木は残った（1970年、NHK総合） ‐ 律 役
- 女人平家（1971年 - 1972年、朝日放送） - 安良井
- 運命峠（1974年、関西テレビ）- 千姫 役（第19話）
- 丹下左膳（1974年、よみうりテレビ）
- 連続テレビ小説（NHK総合）
  - おはようさん（1975年） - 松尾美紀 役
  - マー姉ちゃん（1979年） - 田河順子 役
  - エール（2020年3月30日 - ） - 権藤八重（裕一の祖母） 役
- ドラマ人間模様 サーカス（1977年）
- 土曜ドラマ（NHK総合）
  - 兄とその妹（1978年） - 間宮あき子 役
  - 翔べひよっ子（1989年）
- 七人の刑事 第35話「妻の身代金」（1979年、TBS）
- いのちの譜 今川節その生涯（1980年、福井テレビ）
- 安寿子の靴（1984年10月13日、NHK総合） - 少女の母 役
- 刑事物語'85 第13話「いじめの果て」（1985年、日本テレビ）
- 赤かぶ検事奮戦記IV 第1話「夫婦間レイプ裁判」（1985年、テレビ朝日）
- 必殺仕事人V・激闘編 第2話「大仕事! 大名殺し」（1985年、テレビ朝日） - 久坂美濃 役
- 北の海峡（1988年5月3日、NHK総合）- 坂上妙子 役
- 火曜ミステリー劇場（テレビ朝日）
  - 冬の京都幽霊事件 ミステリー研女子大生のドキドキ名推理!（1991年、朝日放送） - 日下かしこ 役
- にごりえ（1993年、テレビ東京）
- ドラマ新銀河（NHK総合）
  - 京都発・ぼくの旅立ち（1996年） - 春子 役
- 陰陽師 第6話 「鬼小町（おにこまち）」（2001年、NHK総合）- 小野小町 役
- 古畑任三郎 すべて閣下の仕業（2004年、フジテレビ）- 黛竹千代夫人 役
- 刑事の現場 第2話「48時間の壁」（2008年、NHK総合） ‐ 立花ノブ 役
- ミワさんなりすます（2023年、NHK総合） - 横山久恵（八海崇の実母） 役

### 映画
- 歌麿 夢と知りせば （1977年 太陽社） - お奈津
- タンポポ （1985年 伊丹プロ） - 走る男の妻（家族に最後のチャーハンを作る母）
- あげまん （1990年 ITAMI FILMS Inc.） - 雛子
- 少年時代 （1990年 「少年時代」製作委員会） - 風間しげ 役
- およう （2002年 映画「およう」製作委員会） - 佐々木市代 役
- SUNNY 強い気持ち・強い愛 （2018年 映画「SUNNY」製作委員会） - 阿部奈美の祖母 役

### 吹き替え
- 刑事コロンボ 自縛の紐（1975年、NHK総合） - ジェシカ・コンロイ

### バラエティ
- 爆報! THE フライデー（2016年6月24日、TBS）

### ラジオ
- スタジオTODAY ホットに語ろう!（ラジオ関西）

### ラジオドラマ
- ベルリンが歌っていた（1986年11月22日、NHK-FM）[5] - アンナ 役
- FMシアター（NHK-FM）
  - 『スイートメモリーズ』（2023年6月17日）[6] - スズコ 役

## 受賞歴
- 第21回（1986年度）紀伊國屋演劇賞 個人賞
- 第17回（1991年度）菊田一夫演劇賞（『がめつい奴』）
- 第45回（1994年度）芸術選奨文部科学大臣賞
- 第5回（1997年度）読売演劇大賞 最優秀女優賞
- 第8回（2000年度）読売演劇大賞 最優秀女優賞
- 紫綬褒章（2004年）
- 第19回（2011年度）読売演劇大賞 優秀女優賞（『秘密はうたう』）
- 旭日小綬章（2015年）[7]